# 马曼镇区
马曼镇区，又译马芒镇区、迈芒镇区，是缅甸掸邦马曼县下辖的一个镇区，同时也是佤自治州的一部分。治所位于马曼。镇区北部现在佤邦控制下，佤邦将之划归勐能县管辖，南部及其治所马曼仍由缅甸官方控制。